# Cochliopodium granulatum
Cochliopodium granulatum ist eine Amöbe aus der Gattung Cochliopodium. Sie wird im Deutschen auch als Gekörnelte Schneckenamöbe bezeichnet. Die Art kommt in flachen Gewässern und Seen vor.

## Merkmale
Cochliopodium granulatum ist um die 50 Mikrometer groß. Die Hülle weist ein aus Pünktchenreihen bestehendes Linienmuster auf. Glänzende Körnchen oder kleine Sandpartikel finden sich verstreut auf der plastischen Ektoplasmahülle.